# Marsaskala
Marsaskalaés una municipi de Malta. En el cens de 2005 tenia 9346 habitants i una superfície de 2,8 km². El nom és fruit del compost Marsa, que vol dir port, i Sqalli, que vol dir coneixement.
Està situat a la costa sud del país, al voltant del petit port. En aquest municipi s'hi troba la Torre de Sant Tomàs, construïda pels hospitalers en el grup defensiu conegut com les Torres Wignacourt.

## Agermanaments
Marsaskala és membre fundador del Douzelage, una associació d'agermanament de 23 municipis d'arreu de la Unió Europea. Aquest agermanament actiu va començar el 1991 i s'hi convoquen esdeveniments regulars, com un mercat de productes de cadascun dels països i festivals.
| - Altea, País Valencià - Bad Kötzting, Alemanya - Bellagio, Itàlia - Bundoran, República d'Irlanda - Chojna, Polònia - Granville, França - Holstebro, Dinamarca - Houffalize, Valònia | - Judenburg, Àustria - Karkkila, Finlàndia - Kőszeg, Hongria - Niederanven, Malta - Meerssen, Països Baixos - Oxelösund, Suècia - Prienai, Lituània | - Préveza, Grècia - Sesimbra, Portugal - Sherborne, Anglaterra - Sigulda, Letònia - Sušice, República Txeca - Türi, Estònia - Zvolen, Eslovàquia |